# Peter Obernburger (Reichshofrat)

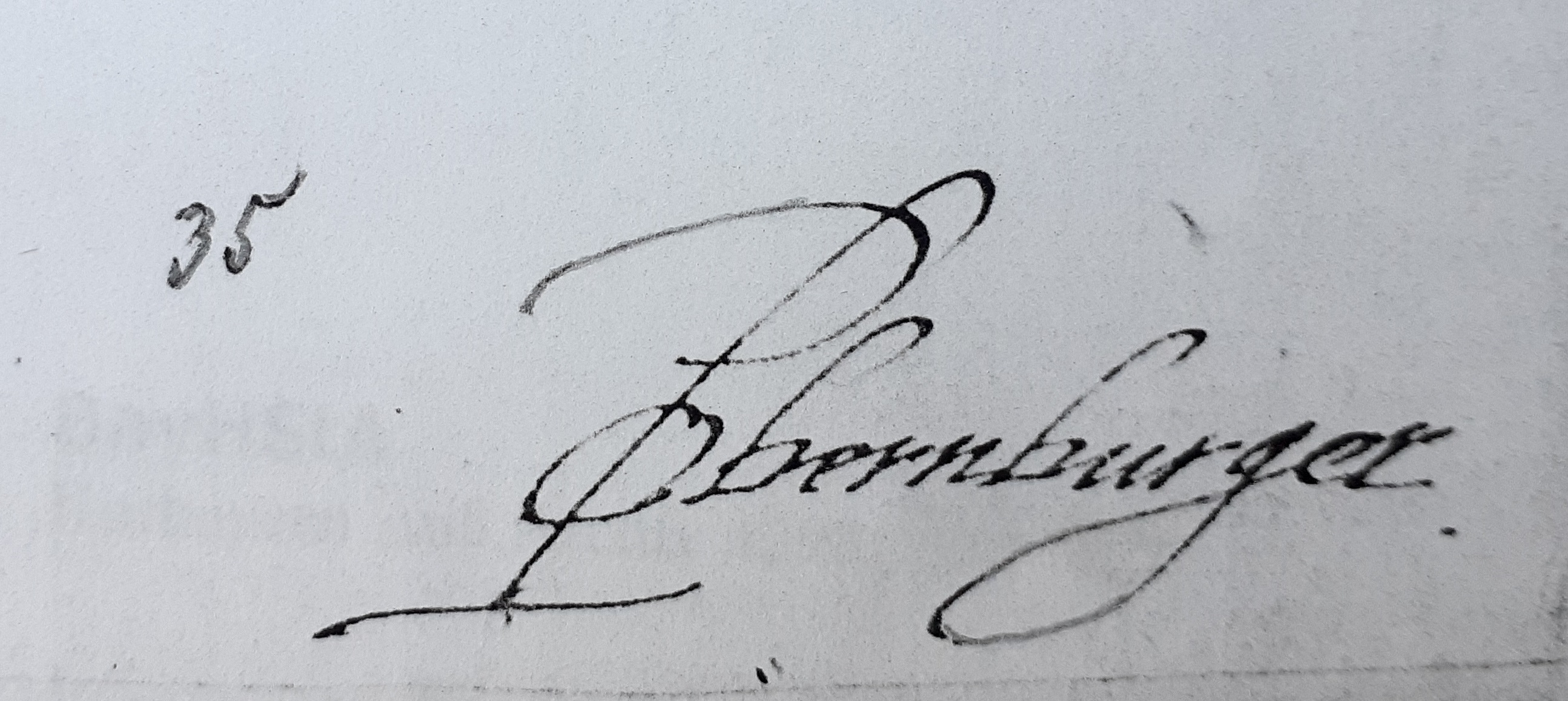
Peter Obernburgers Namenszug auf einer Urkunde in Wien 1567

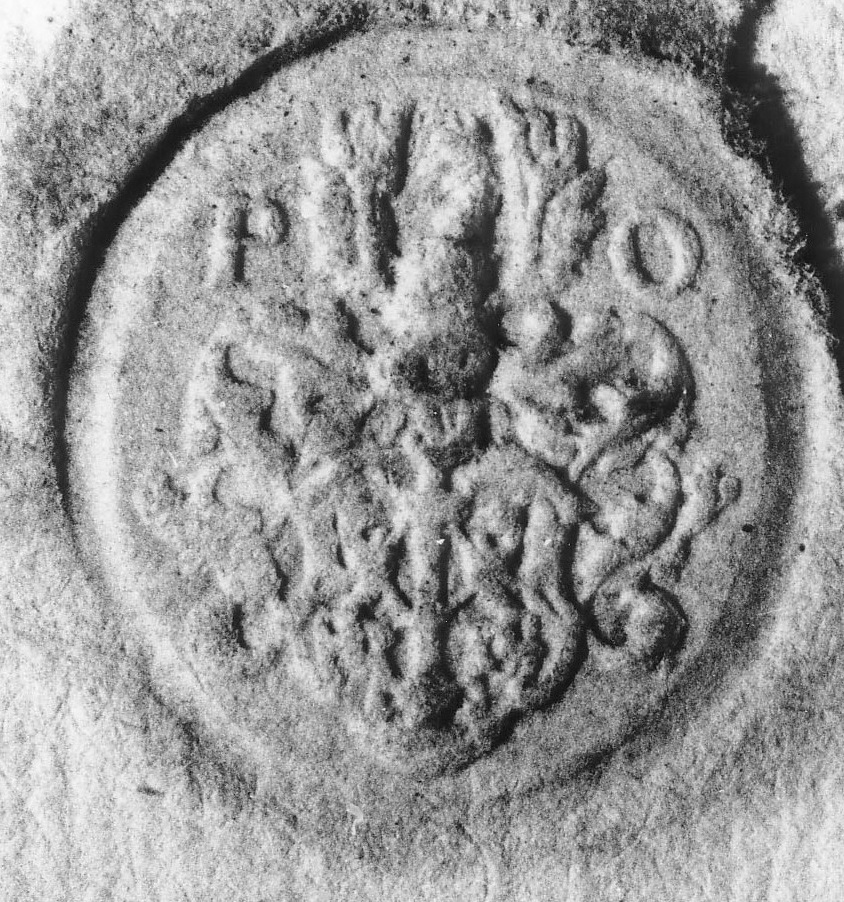
Obernburgers Siegel von 1567

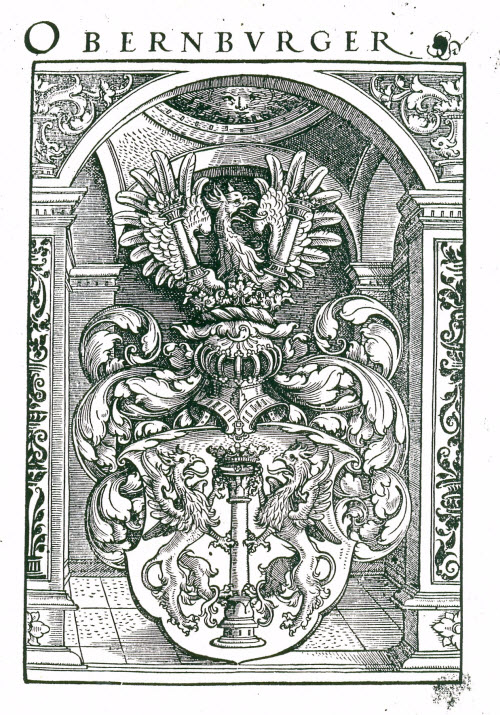
Legitimation, Verleihung des Namens und Wappens der Familie der Obernburger durch Kaiser Karl V. nebst Erhebung in den rittermäßigen Adelsstand mit Erbnachfolge

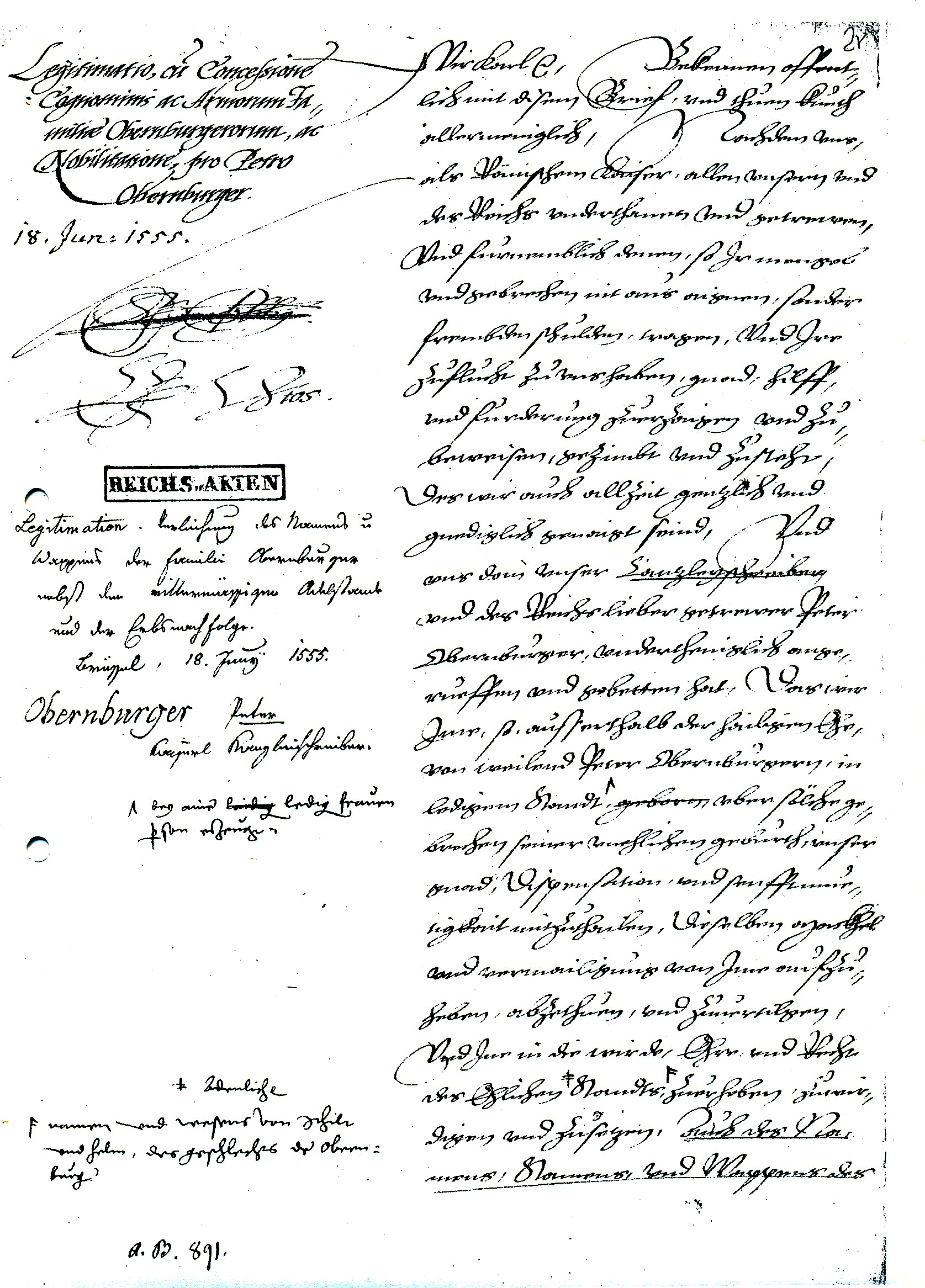
Titelblatt der Legitimation durch Kaiser Karl V., Brüssel 18. Juni 1555

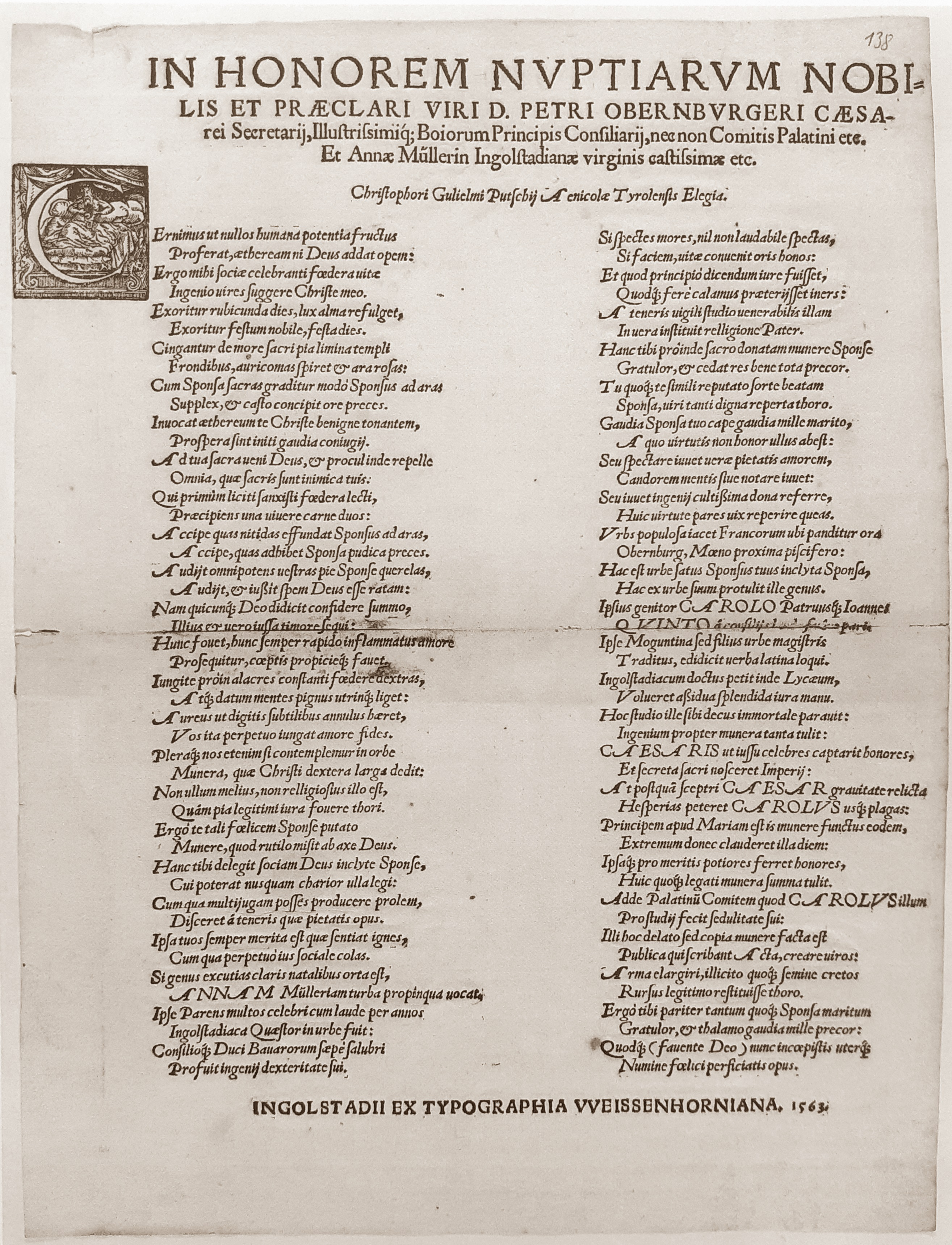
Das Hochzeitsgedicht für Peter und Anna Obernburger (geb. Müller) Ingolstadt 1563

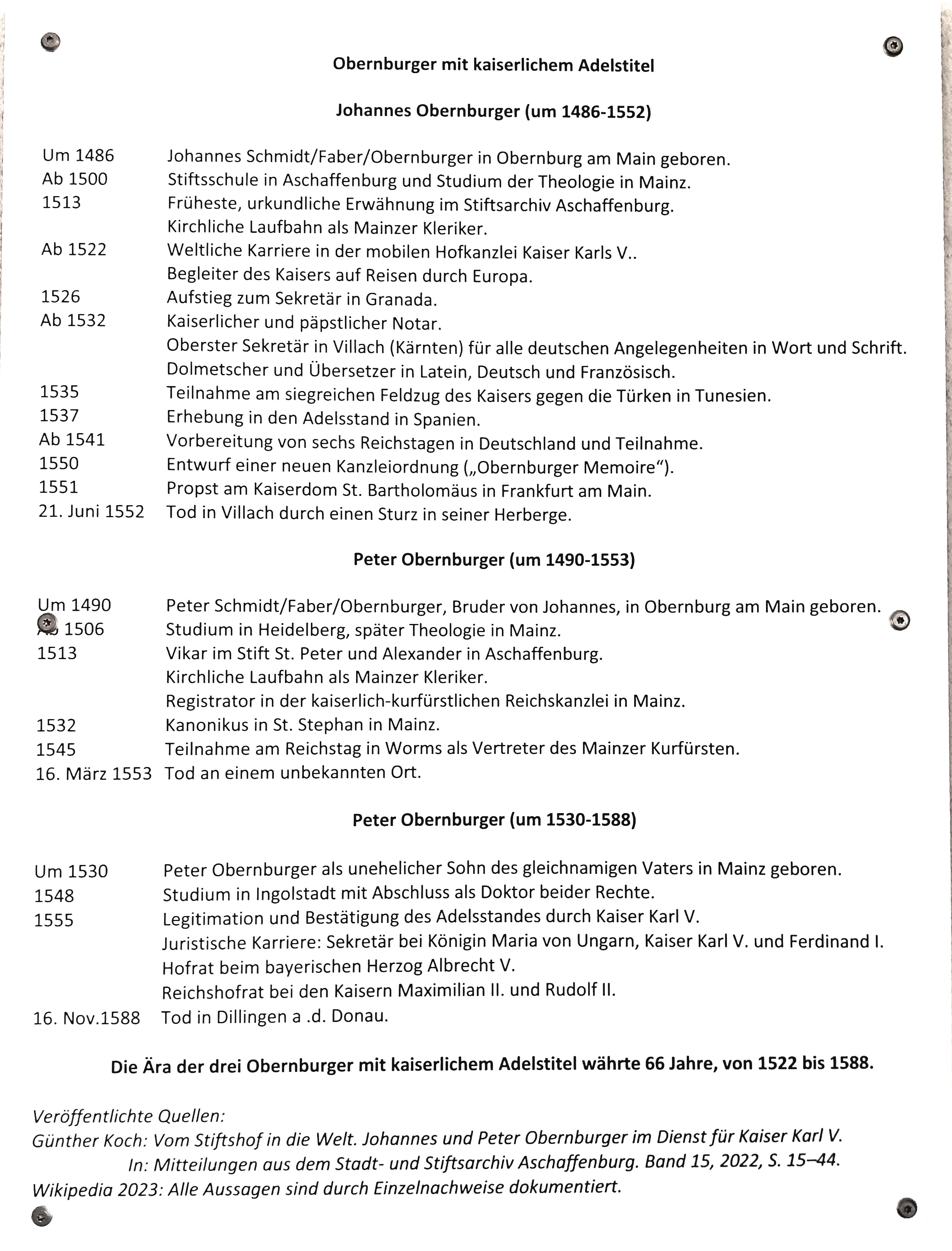
Neue Informationstafel zu allen drei Obernburgern am Epitaph im Kirchturm der Stadt Obernburg am Main, angebracht am 3. Juli 2023

Peter Obernburger (* um 1530 in Mainz; † 16. November 1588 in Dillingen an der Donau) war Doktor beider Rechte, Sekretär bei Kaiser Karl V., seiner Schwester Königin Maria von Ungarn und seinem Bruder Kaiser Ferdinand I., Hofrat beim Bayerischen Herzog Albrecht V., dem Großmütigen, sowie Reichshofrat bei den Kaisern Maximilian II. und Rudolf II. Zuletzt war er Herr von Hofmark und Schloss Train in Niederbayern.

## Biografie

### Herkunft und Familie
Peter Obernburger wurde um 1530 als Sohn des Mainzer Klerikers und Registrators Peter Obernburger (um 1490–1553) und seiner ledigen Mutter Elisabeth Schermar mit großer Wahrscheinlichkeit in Mainz geboren. Er hatte zwei uneheliche Schwestern, Sabina und eine Schwester unbekannten Namens. Über Kindheit und Schule ist nichts bekannt.

### Studium in Ingolstadt
Am 26. Oktober 1548 immatrikulierte sich Peter Obernburger für das Jurastudium an der Universität Ingolstadt. Er schloss es nach bereits drei Jahren mit dem Doktor beider Rechte ab.

### Sekretär bei Kaiser Karl V. ab 1555
Der oberste Sekretär bei Kaiser Karl V., Johannes Obernburger, holte seinen sprachbegabten, frisch promovierten Neffen Peter am 12. Dezember 1551 als Schreiber in die mobile kaiserliche Hofkanzlei nach Innsbruck und ermöglichte ihm den Start einer sehr ertragreichen Karriere im kaiserlichen Dienst. In den turbulenten Zeiten des sich anbahnenden Fürstenaufstands 1552 durch Kurfürst Moritz von Sachsen schickte Karl V. Peter Obernburger in geheimem Auftrag zu seiner Schwester, der Königin Maria von Ungarn. Sie fungierte in den Niederlanden als Statthalterin des Reichs. Der Kaiser warb um militärische Unterstützung aus dem Norden. „Am 7. März [1552] kam ein Schreiben der Königin [Maria] an, in dem sie ihre Hilfe versprach. Das war umso notwendiger, als Peter Obernburger, aus Innsbruck zurück, melden musste, der Herr von Arras habe seinen Mitteilungen keinen Glauben schenken wollen […] Obernburger wurde darauf mit neuer Instruktion sofort zur Königin [Maria] abgefertigt.“
Von 1552 bis 1555 ist Peter als Schreiber in der kaiserlichen Hofkanzlei nachgewiesen.  Am 18. Juni 1555 legitimierte Kaiser Karl V. in Brüssel die uneheliche Geburt von Peter und erhob ihn in den Adelsstand. Am 24. Oktober 1555 würdigt ihn Kaiser Karl V. in Brüssel mit „Palatinat und Salvagardia“ und verlieh ihm den Titel eines kaiserlichen Sekretärs.  Mit dieser Auszeichnung war u. a. das Recht verbunden, Doktorgrade zu verleihen.

### Sekretär bei Königin Maria von Ungarn 1555 bis 1560
Kurz nach seiner Legitimation 1555 ernannte auch Königin Maria Peter Obernburger zu ihrem Sekretär. Kaiser Karl V. „ermächtigte [seinen Bruder] Ferdinand am 8. August 1556, die Verhandlungen mit den Kurfürsten nach eigenem Ermessen zu führen. Zu diesem Zeitpunkt ging de facto die kaiserliche Gewalt auf Ferdinand über“. Kurz nach seiner Abdikation verließ der kaiserliche Sekretär Peter Obernburger am 25. August 1556 die Hofkanzlei Karls V. mit 300 Gulden Abfindung auf Reichssteuer. Für die Jahre 1557 bis 1559 sind seine Aufenthaltsorte und Tätigkeiten, vermutlich im Umfeld von Königin Maria, nicht bekannt. 1560 wird er als Sekretär der verstorbenen Königin von Ungarn und Böhmen in einer Urkunde genannt. Für seine Arbeiten für die Königin stand ihm ab 1559 eine Leibrente von 87.600 Maravedís zu, die ihm in drei Margen ausgezahlt wurde. Wie bei seinem Onkel Johannes Obernburger wurden dabei viele Gelder über das Bankhaus Fugger transferiert, bei denen beide ein Konto hatten.

### Sekretär bei Kaiser Ferdinand I. ab 1560
„1560 ließ er [Peter Obernburger] sich nun auch von Ferdinand den Titel eines kaiserlichen Sekretärs und Hofdieners sowie einen Schutz- und Schirmbrief erteilen“. 1561 unterbrach Peter seinen kaiserlichen Dienst und ging im Alter von über 30 Jahren zum vertiefenden Studium nach Italien an die Universität von Bologna. Bemerkenswert ist, das sein gleichnamiger Vater 1537 und 1538 zwei Jahre lang an der gleichen Universität in noch höherem Lebensalter von etwa 47 Jahren studiert hatte. „In den folgenden Jahrzehnten waren [Peter] Obernburger und [Andreas] Erstenberger [von Freyenthurn (1528-1592)] die führenden Sekretäre der Reichskanzlei.“

### Treffen mit Wolf Haller in Obernburg 1562
Im Jahr 1562 traf Peter Obernburger seinen Schwager und kaiserlichen Sekretärskollegen Wolf Haller (1525–1591) in der Heimatstadt seines Vaters in Obernburg am Main. Anlass dieses Treffens dürften Auseinandersetzungen um das beträchtliche Erbe des 1552 verstorbenen Johannes Obernburger gewesen sein. Bezeugt ist diese Zusammenkunft durch eine Obernburger Stadtrechnung über zwei Flaschen Wein. Wolf Haller war im Juni 1552 als einer von zwei Nachfolgern von Johannes Obernburger als kaiserlicher Sekretär benannt worden. Er war mit einer der Schwestern von Peter Obernburger verheiratet. Nähere Angaben zur Eheschließung sind nicht bekannt. Wolf Haller soll 1563 dem Bürgermeister und dem Rat der Stadt Obernburg 1000 Gulden von der Reichsstadt Nürnberg für die Stiftung einer Freischule in Obernburg ausgehändigt haben.

### Hofrat beim bayerischen Herzog Albrecht V. von 1562 bis 1567
Am 11. August 1562 legte Peter Obernburger in München seinen Ratseid ab und wurde am 16. August bayerischer Hofrat und Mitglied der Gelehrtenbank. Ein Hochzeitsgedicht aus dem Jahr 1563 belegt, dass er sich mit Anna Müller, einer Bürgertochter aus Ingolstadt, verehelichte. Nähere Angaben zur Hochzeit sind nicht bekannt. Sein Jahreseinkommen in München betrug anfangs 150 Gulden, 250 Gulden ab dem 1. Januar 1564 und 300 Gulden ab dem 1. April 1566.  Am 2. Mai 1566 bestätigte Kaiser Maximilian II. die im Jahr 1555 von Karl V. empfangenen Privilegien.  Am 19. Dezember 1566 stimmte Herzog Albrecht V. zu, dass Peter Oberburger als Reichssekretär an den Hof von Kaiser Maximilian II. nach Wien ging.

### Reichshofrat unter Kaiser Maximilian II. von 1567 bis 1576
Wolf Haller war 1566 in Wien als Reichssekretär zurückgetreten. Peter Obernburger wurde zu seinem Nachfolger bestellt. Er wurde vom Kaiser gerühmt wegen seiner katholischen Rechtgläubigkeit und seiner Sprachkenntnisse, die sich auf die lateinische, spanische, italienische und französische Sprache erstreckten.  „Seine Tätigkeit umfasste den ganzen Bereich der deutschen Expedition, einschließlich der politischen Agenden und der Judizial- und Gratialsachen.“ „Es bedarf kaum der Erwähnung, dass Obernburger selbstverständlich auch für die geheimen Angelegenheiten herangezogen wurde. Auch für die Familienangelegenheiten des Herrscherhauses, die in der Regel damals von anderen Sekretären behandelt wurden, war er tätig, so etwa bei den Verhandlungen über die projektierte Ehe [des ältesten Kaisersohnes] Rudolf II. mit der Infantin Isabella. Hier hat er die Vollmachten, wohl aus Gründen der Geheimhaltung, auch selbst mundiert.“ Allerdings kam die Ehe auch nach 18 Jahren Verlobung nicht zustande.
Sein Arbeitsspektrum erweiterte sich nochmals enorm, als am 1. Mai 1569 sein überaus tüchtiger und beliebter Kollege Marx Singkmoser von Juval verstarb. Nach ihm übernahm Obernburger auch noch die lateinische Expedition und behielt sie bis zu seinem Lebensende. „So hat er die spanischen Angelegenheiten von 1572 bis 1588 zum allergrößten Teil selbst erledigt, nicht minder die ungarischen und türkischen … Korrespondenz mit Venedig und Rom…. Instruktionen an den französischen Hof…, lateinische Korrespondenz mit Polen und Russland.“ Dazu kamen noch die Judizial- und Gratialakten des Reichshofrats und Stellungnahmen zu zahlreichen Prozessen zwischen 1570 und 1590.
Um 1570 bittet ihn seine Frau Anna in einem Brief nach Prag um mehr Geld für ihre fünf gemeinsamen Kinder. Und er möge doch wieder nach Wien kommen. Damals erhielt Peter ein Jahresgehalt von 660 Gulden und 200 Gulden „Zubußgeld“.
In einem Schreiben an Peter Obernburger vom 25. Juni 1573 ist erstmals die Rede von seiner lateinischen Übersetzung der griechischen Komödie „Die Acharner“ von Aristophanes.
Ein Jahr später erhält Peter einen Brief von seiner Mutter Elisabeth Schermar aus Mainz, datiert vom 6. Juni 1574.  Darin beklagt sie ihr hohes Alter, erwähnt seine zwei Schwestern samt Schwagern (ohne jedoch deren Namen preiszugeben) und bittet ihn um einen Besuch in Mainz, wenn dort einmal ein Reichstag stattfinden würde. Ein Besuch der Mutter kann wegen seiner hohen Arbeitsbelastung ausgeschlossen werden. Diese wird eindrucksvoll bestätigt: „1574 konnte der päpstliche Nuntius Delfino von ihm [Peter Obernburger] sagen, dass er alle wichtigen Geschäfte des Hofes in Händen habe.“

### Reichshofrat unter Kaiser Rudolf II. von 1576 bis 1588
Der Tod des Kaisers Maximilian II. am 12. Oktober 1576 in Regensburg und die daraus folgenden Personalwechsel bei seinen Vorgesetzten brachte Peter Obernburger keine Entlastung. Er begann aber die Früchte seiner Arbeit zu ernten: 1579 gelangte er nach dem Tod von Hanns Walhard von der Neustadt in den Besitz des Reichslehens des hessisch-kasselschen Holzhausens.  Mit dem Ort ist vermutlich das heutige Burgholzhausen vor der Höhe gemeint.
Im Alter von etwa 52 Jahren bat er im November 1582 um Entlassung in den Ruhestand. Kaiser Rudolf II. konnte aber auf Obernburger nicht verzichten und lehnte das Gesuch ab. Im Laufe des Jahres 1583 verlegte der Kaiser seine Residenz nach Prag auf den Hradschin. Das erhöhte die Arbeitslast der Sekretäre zusätzlich.
Dennoch widmeten Peter Obernburger und sein Mitautor und Kollege Andreas Erstenberger im Jahr 1586 ihrem kunstsinnigen Kaiser Rudolf II. das Ergebnis ihrer gemeinsamen kulturellen Arbeit: Die Übersetzung der Komödie „Die Acharner“ von Aristophanes aus der griechischen in die lateinische Sprache, erschienen in Frankfurt am Main in der Druckerei von Joanne Spies. Im Sommer des gleichen Jahres bat Peter Obernburger den Kaiser, ob er an der Hochzeit seiner Tochter teilnehmen dürfe. Eine Stellungnahme des Kaisers ist nicht bekannt.
Es ist überliefert, dass ihm der österreichische Erzherzog und Tiroler Landesfürst Ferdinand II. 1588 vier Truhen schönster Haller Scheiben, Glas aus der Haller Glashütte in Tirol, nach Neustadt bei Regensburg übereignen ließ.
Über alle Jahre pflegte Peter Obernburger eine rege Korrespondenz mit dem Bayerischen Herzogshof in München. Für seine Verdienste um Bayern verlieh ihm der Bayerische Herzog Wilhelm V. am 29. September 1586 die Edelmannsfreiheit und übertrug ihm die Hofmark Train in Niederbayern.
Peter Obernburger war es nicht vergönnt, die Vorzüge eines ruhigen Lebens im Wasserschloss Train längere Zeit zu genießen. Er starb im Alter von etwa 58 Jahren am 16. November 1588 an einem Schlaganfall in Dillingen an der Donau.  Er hinterließ eine Witwe Anna Obernburger, geb. Müller, und fünf Kinder, Karl, Sebald, Mathias und zwei Töchter unbekannten Namens. Vom Tod seiner Frau Anna Obernburger ist nichts bekannt. Offenbar war er zuletzt mit der Schlossherrin Train, deren Vorname nicht überliefert ist, in zweiter Ehe verheiratet.
Mit dem Tod von Peter Obernburger endet die Ära der drei geadelten Obernburger im kaiserlichen Dienst nach 66 Jahren (1522–1588).
Seit dem 3. Juli 2023 hängt in der Passage durch den frei stehenden Kirchturm der Stadtpfarrkirche Obernburg am Main neben dem Epitaph für Johannes und Peter Obernburger (Vater) eine Informationstafel: Die drei Obernburger mit kaiserlichem Adelstitel. Sie zeigt eine Zeittafel mit biografischen Daten dieser drei Obernburger im kaiserlichen Dienst im 16. Jahrhundert.

## Wappen

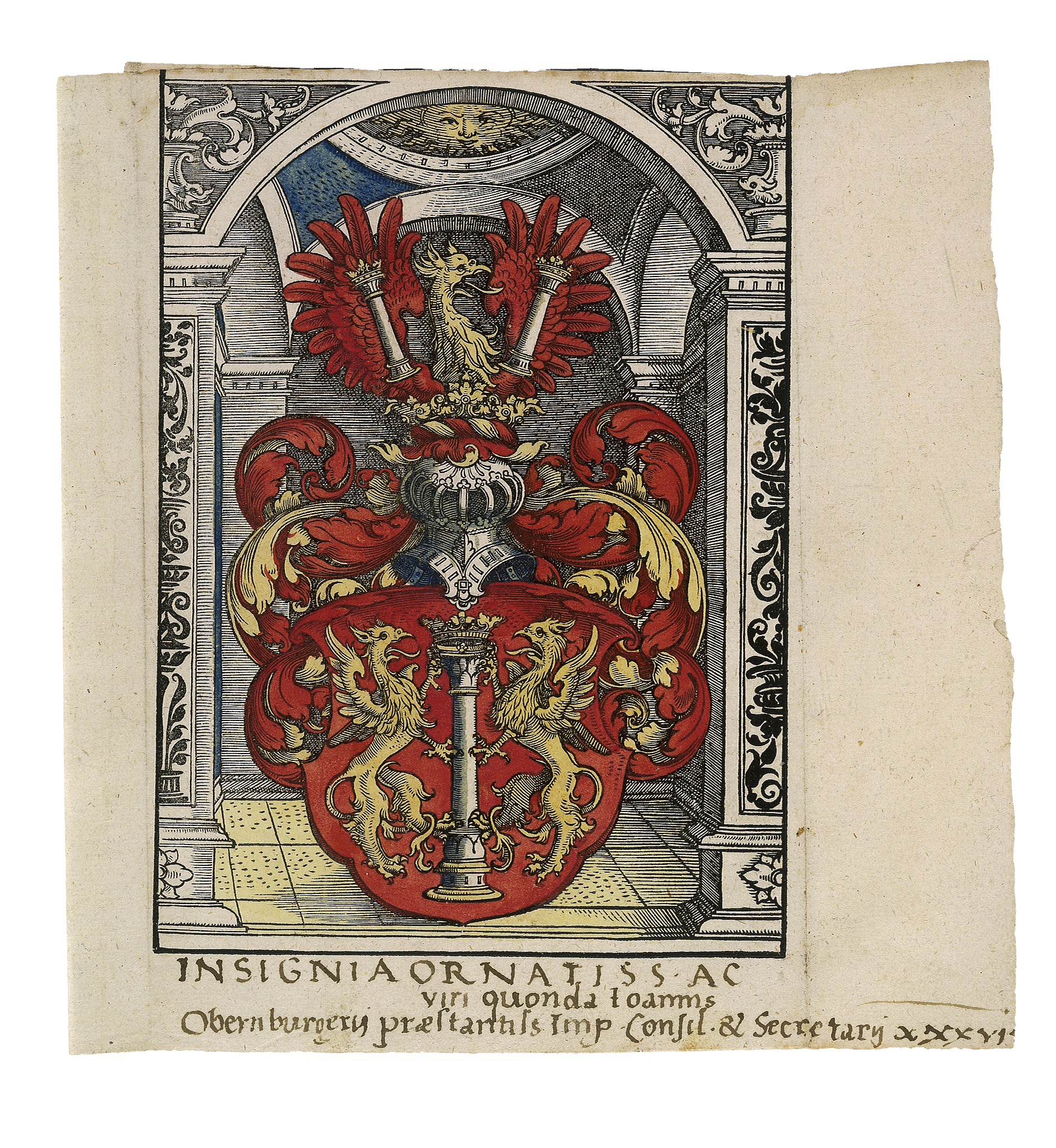
„Prachtwappen des einst höchst verdienstvollen kaiserlichen Rats und Sekretärs Johannes Obernburger aus dem Jahr 1537“.

Wie auf dem Epitaph seines Vaters und Onkels in Obernburg ersichtlich und im Aschaffenburger Wappenbuch ausgewiesen, kann es wie folgt beschrieben werden: Das rot hinterlegte Wappen zeigt eine golden gekrönte silberne Säule mit angedeuteter Basis aber ohne Kapitell, die von zwei goldenen Greifen zu beiden Seiten gehalten wird. Der Helmzier besteht aus zwei roten Flügeln, die mit je einer Säule belegt sind und dazwischen einen goldenen Greifenstumpf. Beides spielt auf die Machtausübung der Habsburger an, wo Greif und Herkulessäule Schildhalter des österreichischen bzw. spanischen Wappenschildes sind.